# Nierówność Melchiora
Nierówność Melchiora – nierówność kombinatoryczna wykorzystywana w geometrii algebraicznej i geometrii rzutowej, przypisywana Melchiorowi.
Niech {\displaystyle \mathbb {P} ^{2}(\mathbb {R} )} będzie rzeczywistą płaszczyzną rzutową. Niech {\displaystyle {\mathfrak {L}}} będzie konfiguracją {\displaystyle d} prostych rzutowych płaszczyzny rzutowej {\displaystyle \mathbb {P} ^{2}(\mathbb {R} ).} Niech {\displaystyle t_{k}} oznacza liczbę punktów {\displaystyle k}-krotnych. Jeśli konfiguracja {\displaystyle {\mathfrak {L}}} nie jest pękiem, to prawdziwa jest nierówność, zwana nierównością Melchiora:
{\displaystyle t_{2}\geqslant 3+\sum _{k\geqslant 4}(k-3)t_{k}.}
Dowód nierówności Melchiora jest wykorzystywany jest również jako dowód twierdzenia Sylvestera-Gallai. Nierówność Melchiora stanowi twierdzenie silniejsze od twierdzenia Sylvestera-Gallai, które szacuje jedynie (przy powyższych założeniach), że {\displaystyle t_{2}\geqslant 1}.